# Phanoperla occipitalis
Phanoperla occipitalis és una espècie d'insecte plecòpter pertanyent a la família dels pèrlids.

## Descripció
- El mascle fa 11 mm d'envergadura alar i la femella 12.[3]

## Distribució geogràfica
Es troba a Tailàndia.